# Otávio de Faria
Otávio de Faria (Rio de Janeiro, 15 de outubro de 1908 — 17 de outubro de 1980) foi um jornalista e escritor brasileiro.
Escreveu a monumental série de romances Tragédia Burguesa, em 15 volumes, classificada por Gerardo Melo Mourão como “a mais importante obra do romance brasileiro”.
Era membro da Academia Brasileira de Letras.

## Vida e carreira
Nasceu no Rio de Janeiro, em 15 de outubro de 1908, filho de Alberto de Faria, membro da Academia Brasileira de Letras que fez considerável fortuna como empresário e investidor, e de Maria Teresa de Almeida Faria. Por parte da mãe, era neto de Tomás José Coelho de Almeida. Cresceu em uma família numerosa, convivendo intensamente, desde a infância, com Afrânio Peixoto e Alceu Amoroso Lima, que eram seus cunhados, e na presença constante do amigo paterno Graça Aranha.
Em 1927, ingressou na Faculdade Nacional de Direito (atualmente incorporada à Universidade Federal do Rio de Janeiro). O período universitário foi importante para sua consolidação social e ideológica. Até a sua graduação, em 1931, já havia colaborado com algumas revistas e jornais, como A Ordem, Hierarquia, Boletim de Ariel, Revista de Estudos Sociais, Jornal do Commercio, Correio da Manhã e Jornal dos Sports.
Ao longo da década de 30, Otávio de Faria inclinou-se para o pensamento político, tornando-se uma das principais referências nacionalistas no Brasil. Nessa época, segundo escreveu em 1966 (ocasião na qual se definiu como “um homem de direita”), viu “no fascismo, bem compreendido e bem interpretado, a solução ideal para a crise do mundo moderno — sem, contudo, jamais ter sido integralista, não obstante a admiração pessoal por Plínio Salgado”. Suas principais influências político-sociais, segundo Faria, foram Charles Maurras, Nikolai Berdiaev, Joseph de Maistre, Oswald Spengler, Georges Sorel e Benito Mussolini. Sobre Plínio Salgado, ele chegou a dar declarações muito exaltadas, em 1947, afirmando que era um exemplo de “dignidade e honestidade espiritual”, no qual “os que vierem amanhã, sentindo à volta tudo trêmulo e confuso, poderão ir buscar amparo espiritual e segura indicação de caminhos, quaisquer que sejam os credos para os quais se inclinem”, demonstrando assim a admiração pelo líder integralista. Segundo Maria Teresa Sadek, seu distanciamento do integralismo, causado pelo apelo de massas da Ação Integralista Brasileira, era sintoma do seu elitismo, o qual “dificultaria a formulação de soluções reais de mobilização política”.
Entre 1931 e 1937, publicou uma trilogia de ensaios políticos, composta por Maquiavel e o Brasil, Destino do Socialismo, e Cristo e César. A primeira obra, publicada aos seus 23 anos, causou um poderoso impacto na vida intelectual brasileira do período. O último trabalho, Cristo e César, publicado em 1937, encerrou sua biografia política, passando a se dedicar à literatura, embora ainda estivesse preparando dois ensaios políticos e, desde pelo menos 1933, a obra Evolução do Nacionalismo, que não chegou a lançar. Tal mudança de direção, segundo Maria Sadek, foi uma estratégia do autor, que se viu como perdido no campo político. Absorvido pelas preocupações com a crise moral da sociedade brasileira e a ideia da “revolução interior”, a preocupação política paulatinamente ocupou nele um lugar secundário, até sucumbir totalmente. Em um inquérito promovido pelo Diário Carioca, em 1947, Faria elogiou as experiências fascistas, que segundo ele foram “politicamente tão promissoras”, lamentando nelas a falta de uma regeneração espiritual, o que teria levado ao seu fracasso. Em 1967, durante entrevista à Manchete, se declarou “democrata pelas razões do coração e pelas exigências da lei íntima, mas fascista por instinto e raciocínio”, embora considerasse a política como um dos “mais perigosos abismos”.

Em meados dos anos 30, após um período de descrença na Igreja Católica, Otávio de Faria retornou ao catolicismo. Essa experiência é narrada da seguinte maneira pelo autor:
“Na verdade, porém, foi Tristão de Athayde quem me fez ler Léon Bloy pela primeira vez. Não me lembro mais a propósito de que, havia me dito, certa vez, falando de Jackson de Figueiredo, creio, que entre os autores católicos franceses, aquele de que eu mais “gostaria”, seria certamente essa “espécie de Bernanos” que se chamava Léon Bloy. Vivia eu então em pleno fervor das recentes descobertas do Bernanos de “Sous le Soleil de Satan” (sobretudo daquelas páginas famosas em que o grande romancista retratava e vergastava Anatole France disfarçado em padre por detrás da palhinha de um confessionário de igreja) e do Julien Green que sob o pseudônimo de Théophile Delaporte, publicara o inesquecível “Pamphlet contre les catholique de France”. Todo o meu entusiasmo de quem 'voltava' violentamente ao catolicismo, depois de um longo mergulho nas seduções do super-homem nietzschiano e nas inebriantes promessas do homem gidiano, abismou-se fundo na obra de Léon Bloy e, durante vários meses, não suportou outra 'nutrição' nem pode respirar outro ar que não o do 'mendigo ingrato', o do 'invendável' que, sentindo o mundo “limiar do 'Apocalipse', pretendia penetrar no absoluto pela 'porta dos humildes'.
Era descrito como "amante do cinema e apaixonado pelo futebol", e torcia para o Fluminense Football Club, do qual foi sócio benemérito. Grande apreciador e crítico do cinema, fundou no Rio, em 1930, o “Chaplin Club”, na época preparando um livro sobre Charlie Chaplin.
Devido à fortuna da família, Otávio de Faria nunca teve um emprego formal, optando por dedicar toda a sua vida à escrita. Seus outros ofícios duraram sempre curtos períodos de tempo. Assim, formado em Direito, nunca exerceu a advocacia.
Foi membro da Academia Brasileira de Letras, eleito em 13 de janeiro de 1972 para a cadeira 27, na qual foi recebido em 6 de junho pelo acadêmico Adonias Filho. Em 1970, recebeu da Academia o Prêmio Machado de Assis, como homenagem ao conjunto de sua obra.
Morreu no Rio de Janeiro, aos 72 anos, em 17 de outubro de 1980. Seu corpo foi enterrado no Cemitério de São João Batista, no Rio.

## Estilo e crítica
Nelson Rodrigues via no poder de criação de Otávio de Faria o maior do romance nacional. O escritor e crítico literário Adonias Filho enfatizou, ao falar sobre Tragédia Burguesa, que “no romance brasileiro jamais se tentara semelhante mobilização”, invadindo um território complexo (o da sociedade burguesa carioca) em sua “imensurável variedade de aspectos”, “desmontando a engrenagem, forçando a explicação, abrindo a decifração que atinge a sociedade brasileira”. Na sua opinião, a obra “espanta pelas cores, o cenário e a humanidade”. Adonias considera que Otávio de Faria era “um romancista de interesse verdadeiramente universal que, mais cedo ou mais tarde, será descoberto por outros povos e estudado pelos seus críticos”, além de Tragédia Burguesa ser a única obra literária “que expresse assim de dentro para fora a inocência em toda sua aterradora fragilidade”, no conflito com o mundo. Gerardo Melo Mourão entendia que Tragédia Burguesa “atinge, como nenhum outro [romance], as fronteiras da decadência de um tempo e, pois, de um tipo de universo em agonia, cuja morte anuncia o vestíbulo inaugural de uma nova história”.
Segundo Adonias Filho, Tragédia Burguesa fixa-se em três bases: a perspectiva sociológica (classe social, cidade, família, uma complexa mecânica social situada de forma específica), a investigação psicológica (queda na sensibilidade, reações, condutas, reflexões, estado emocional, etc.) e a manifestação metafísica (procura da razão de Deus, decifração apocalíptica da carne, “a dramática imersão para atingir as raízes do coração humano”, etc.). Essas três zonas, segundo Adonias, se interpenetram e formam uma paisagem com realismo e pormenores. Tal união entre o interior-metafísico e o social foi vista por Eduardo Portella como o alto sentido do romance octaviano. Ao seu lado, Adonias ressaltou a continuidade temática dos volumes, com coordenação permanente dos elementos, entrosados em uma composição singular, elogiando a técnica literária do autor. É o que Antônio Carlos Villaça apontou como sua “capacidade de criar conjuntos em movimento, blocos indivisíveis que ele sabe conduzir com volúpia”. Como fundamento da obra, está um conteúdo intimista. Tragédia Burguesa é um romance essencialmente interior e existencial: prezando o máximo de vida interior em um mínimo de vida exterior, tudo na obra gira em torno de uma realidade sobrenatural, de tal modo que “estamos sempre colocados diante do Bem e do Mal”, enquanto Otávio de Faria “apresenta o homem na sua principal debilidade — a inevitável tendência ao mal — e no seu inquietante percurso entre a vida e a morte, entre o pecado e a graça divina”. Toda a série parte do propósito de pintar o vazio espiritual e a esterilidade sentimental dos homens contemporâneos. Nesse contexto, segundo o escritor modernista Mário de Andrade, o que mais diferencia Otávio dos outros romancistas brasileiros é “a sua força de analista de almas. Jamais a análise psicológica foi levada entre nós a esta riqueza de pormenorização nem a esta força convincente de verdade”. Na opinião do poeta e crítico literário Carlos Nejar, “a personagem principal” de Tragédia Burguesa “é a alma, na Divina Comédia da Alma”. Assim, para Adonias Filho, Faria não permitiria uma ação dominada pela realidade objetiva, pois a vê condicionada à movimentação mental, a personagem sempre em discussão interior antecedendo à conflagração da cena: o primeiro plano é interno (argumento), enquanto o segundo plano é externo (episódio). O material coordenado pelo romancista não são os dados objetivos, e sim a rotação psicológica inteira, enquanto as peças fundamentais que ele articula são os valores culturais e éticos. Seus objetivos são “espiritualizar, curar, moralizar”.
Desse modo, Tragédia Burguesa, segundo Adonias, ignora a linguagem figurativa poética, para manter valores imediatos como as ideias em conflito, as imagens em projeção física, as proposições diretas, etc., apesar do valor artístico que Adonias vê poderoso na série. Por essa razão, José Carlos Zamboni coloca Tragédia Burguesa dentro da “grande tradição do romance ensaístico”, ao lado de Marcel Proust, Robert Musil, Thomas Mann e Hermann Broch. Apesar disso, Gustavo Corção, em uma entrevista de 1946, criticou a falta de “riqueza plástico-visual” resultada pela preferência estética do autor. Carlos Nejar discorda, achando desavisados os críticos do estilo octaviano, que, na sua opinião, serve ao tema e não faz o tema servir ao estilo, formando uma narrativa “vívida, absorvente e arrebatadora”. O conteúdo poético do romance octaviano, segundo Nejar, tem afinidades com a poesia de seu amigo próximo, Augusto Frederico Schmidt: estilo banal, mas de “alta intensidade poética, inesperadamente, talvez pela energia interior”. Para ele, Faria se aproximava da escrita de Balzac, chegando mesmo a classificá-lo como “um Balzac dos trópicos”.
Nas palavras da Academia Brasileira de Letras, Tragédia Burguesa “é uma obra sem similar na literatura brasileira, pela continuidade, exploração psicológica dos tipos e entrosamento familiar, só comparável à Comédia humana de Balzac, ao ciclo Em busca do tempo perdido, de Proust, aos romances encadeados de William Faulkner e à obra de Dostoiévski”. No entanto, Rodrigo Gurgel afirma que os volumes de Tragédia Burguesa “são, com absoluta certeza, os mais desconhecidos da literatura nacional”, atribuindo isso às tendências niilistas e marxistas da literatura contemporânea brasileira.

## Obras
- Desordem no Mundo Moderno (1930)
- Maquiavel e o Brasil (1931)
- Destino do Socialismo (1933)
- Cristo e César (1937)
- Fronteiras da Santidade (1937)
- Três Tragédias à Sombra da Cruz (1937)
- Coelho Neto (1963)
- Três Novelas da Masmorra (1968)
- Léon Bloy (1969)

### Tragédia burguesa
- Volume 1 - Mundos Mortos (1937)
- Volume 2 - Os Caminhos da Vida (1939)
- Volume 3 - O Lodo das Ruas (1942)
- Volume 4 - O Anjo de Pedra (1944)
- Volume 5 - Os Renegados (1947)
- Volume 6 - Os Loucos (1952)
- Volume 7 - O Senhor do Mundo (1957)
- Volume 8 - O Retrato da Morte (1961)
- Volume 9 - Ângela ou as Areias do Mundo (1964)
- Volume 10 - A Sombra de Deus (1966)
- Volume 11 - O Cavaleiro da Virgem (1972)
- Volume 12 - O Indigno (1976)
- Volume 13 - O Pássaro Oculto (1979)
- Volume 14 - Atração (póstumo, 1985)
- Volume 15 - A Montanheta (póstumo, 1985)